# Борково-Фалента
Борково-Фалента (пол. Borkowo-Falenta) — село в Польщі, у гміні Черниці-Борові Пшасниського повіту Мазовецького воєводства.
Населення — 175 осіб (2011).
У 1975-1998 роках село належало до Цехановського воєводства.

## Демографія
Демографічна структура станом на 31 березня 2011 року:
|          | Загалом | Допрацездатний вік | Працездатний вік | Постпрацездатний вік |
| -------- | ------- | ------------------ | ---------------- | -------------------- |
| Чоловіки | 81      | 18                 | 59               | 4                    |
| Жінки    | 94      | 20                 | 51               | 23                   |
| Разом    | 175     | 38                 | 110              | 27                   |